# Hechenberger Leite
Das Naturschutzgebiet Hechenberger Leite liegt auf dem Gebiet der Gemeinde Dietramszell im Landkreis Bad Tölz-Wolfratshausen in Oberbayern.
Es erstreckt sich am westlichen Ortsrand von Hechenberg, einem Ortsteil von Dietramszell. Unweit westlich verläuft die St 2072 und fließen der Habichauer Bach und die Isar. Nördlich erstreckt sich das 130,27 ha große Naturschutzgebiet Zellbachtal und südöstlich das 25,88 ha große Naturschutzgebiet Habichau.

## Bedeutung
Das 20,12 ha große Gebiet mit der Nr. NSG-00381.01 wurde im Jahr 1991 unter Naturschutz gestellt.